# エドゥ・エスポジト
- エドゥ・エスポージト
- エドゥ・エスポーシト
- エドゥ・エクスポジト

エドゥアルド・"エドゥ"・エスポジト・ハエン（Eduardo "Edu" Expósito Jaén , 1996年8月1日 - ）は、スペイン・カタルーニャ州クベーリェス出身のプロサッカー選手。セグンダ・ディビシオンのRCDエスパニョールに所属している。ポジションはMF。

## 来歴
2015年7月20日にデポルティーボ・ラ・コルーニャと2年契約を結び、テルセーラ・ディビシオン所属のBチームに配属。8月25日のCDボイロ戦でプロデビュー。2016-17シーズン終盤にトップチームに昇格し、2017年4月2日のバレンシアCF戦でラ・リーガ初出場。翌2017-18シーズンはラ・リーガで3試合に出場したものの、チームは18位に終わり、セグンダ・ディビシオンに降格。2018-19シーズンに先発に定着し、2部リーグで39試合に出場。同シーズンはリーグ6位に入り、昇格プレーオフに進出。1回戦でマラガCFを下すも、決勝戦でRCDマヨルカに敗れた。
2019年7月18日、SDエイバルと5年契約を締結。9月29日のセルタ・デ・ビーゴ戦で、乾貴士からのアシストでリーガ初ゴールを決めた。
2022年8月8日、RCDエスパニョールに移籍し、5年契約を交わした